# Gwijde van Henegouwenbrug
De Gwijde van Henegouwenbrug (brug 805) is een Kunstwerk in Amsterdam-Zuid.
De brug stamt uit 1960/1962 toen architect Dirk Sterenberg bij de Dienst der Publieke Werken werkte. Hij mocht alle voet- en fietsbruggen in het Gijsbrecht van Aemstelpark ontwerpen en zelfs het Ontmoetingseiland inrichten. Voor de Buitenveldertselaan die het park in twee delen snijdt ontwierp hij in dezelfde periode een bijzonder grote duiker onder Brug 804. Voor de overspanning van (de waterstroom in) het Gijsbrecht van Aemstelpark moest hij qua grootte iets ontwerpen van een andere orde. 
De brug overspant niet alleen de afwateringstocht, maar ook twee platforms die het mogelijk maken van het ene deel van het park naar het andere te geraken, zowel noordelijk als zuidelijk van de waterstroom. In aanvulling daarop moesten er vier trappen komen die voetgangers de gelegenheid gaven om in en uit het park naar de Buitenveldertsebaan te komen (al was het park nog niet geheel ingericht). Over de overspanning van plateaus en water gaan voetpaden, fietspaden, rijdekken en in eerste instantie een brede middenberm. Vanwege de breedte werden er twee uitsparingen in het brugdek gehouden, zodat daglicht de onderdoorgang kon bereiken. Bij het ontwerp werd rekening gehouden met het kunnen dragen van een ontworpen metrolijn. 
In 1989 en 1990 werd in de middenberm en middenstrook op de brug een tram/sneltrambaan aangelegd waar de brug gezien de oorspronkelijke gedachte metrolijn sterk genoeg voor was. Het betonnen geheel wordt gedragen door een betonnen paalfundering en tussen de landhoofden nog twee series van brugpijlers. De brugpijlers van de rijdekken hebben de vorm van sculpturen, Sterenberg was ook kunstenaar; die van de trambaan zijn eenvoudiger uitgevoerd. Ook bijzonder is de afwerking van leuningen. Op de overspanningen staan brugleuning die sterk doen denken aan die van brug 804 en de bruggen die Sterenberg ontwierp voor de Cornelis Lelylaan. De leuningen aan de onderdoorvoer liet hij lijken op de brugleuningen van de voetbruggen in het park; alleen zijn ze hier in blauw uitgevoerd en in het park groen. Korstmossen laten echter dat kleurverschil langzaam verdwijnen. 
De brug ging vanaf oplevering naamloos door het leven. In 2014 bereikte de gemeente Amsterdam het verzoek de brug te vernoemen naar Gwijde van Henegouwen, hetgeen werd ingewilligd. De naamgeving vond plaats voordat de gemeente de Amsterdamse bevolking in 2016 verzocht met namen te komen om bruggen te kunnen duiden in de Basisregistratie Adressen en Gebouwen. De naam werd mede gehonoreerd omdat Gwijde van Henegouwen Amsterdam haar stadsrechten gaf, nog geen vernoeming had binnen Amsterdam en qua belangrijkheid boven Gijsbrecht van Aemstel stond (de brug gaat over het park). Tot slot zijn in de buurt van deze brug straten en pleinen vernoemd naar baljuwen en heren van Aemstel.  

## Afbeeldingen

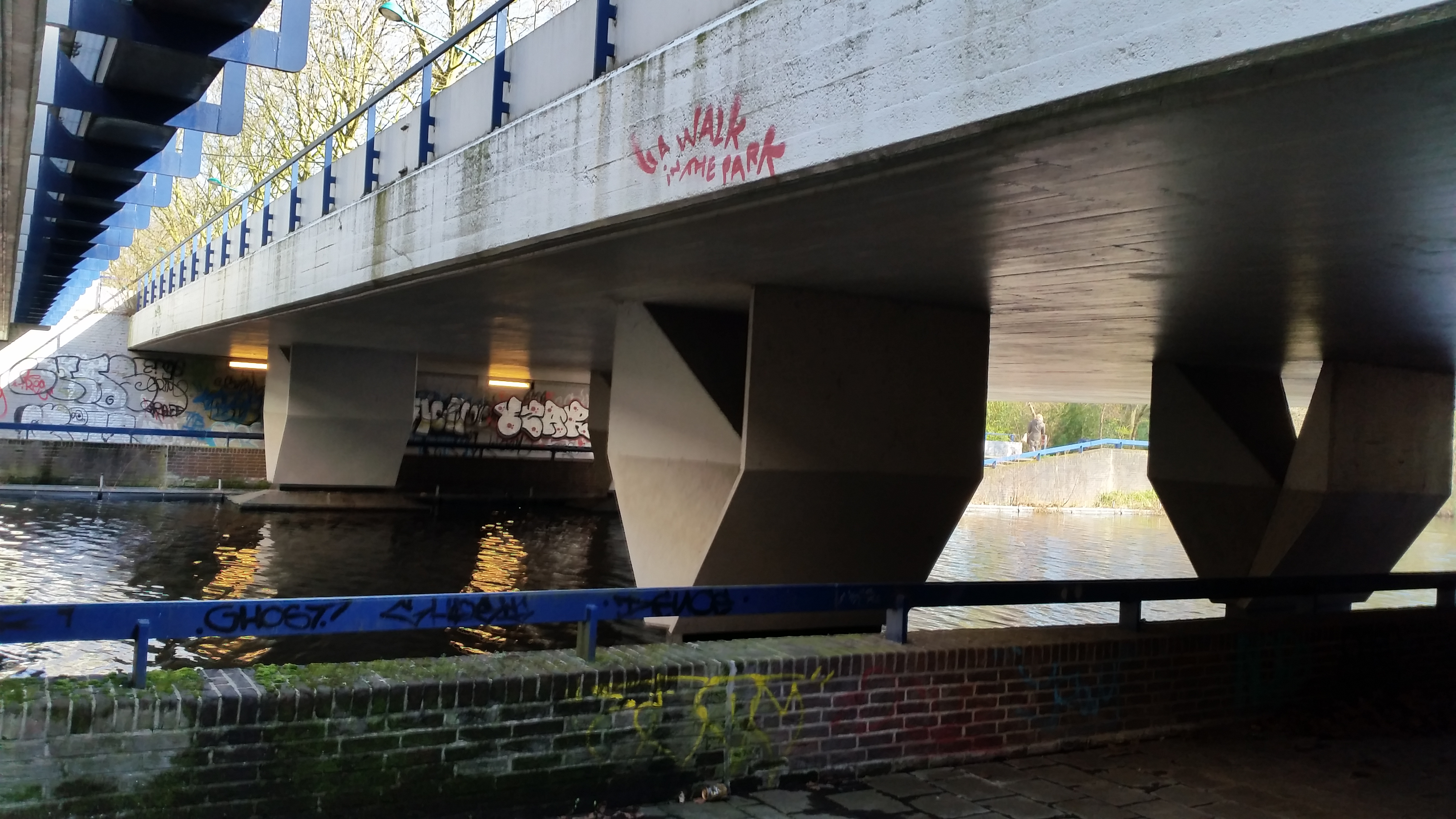
Brugpijlers van de verkeersbruggen (maart 2020)
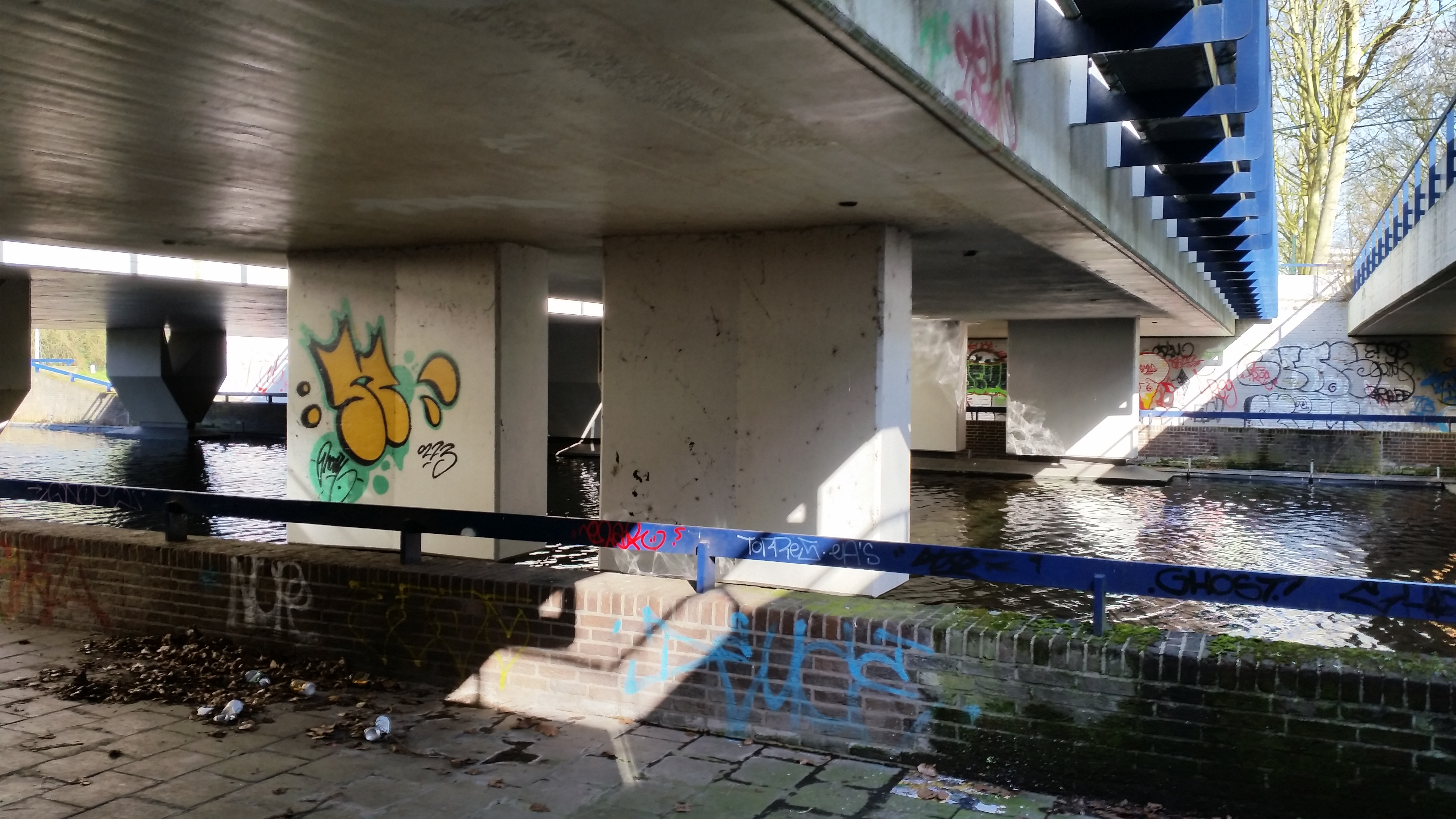
Andere vorm brugpijlers bij tramdek (maart 2020)
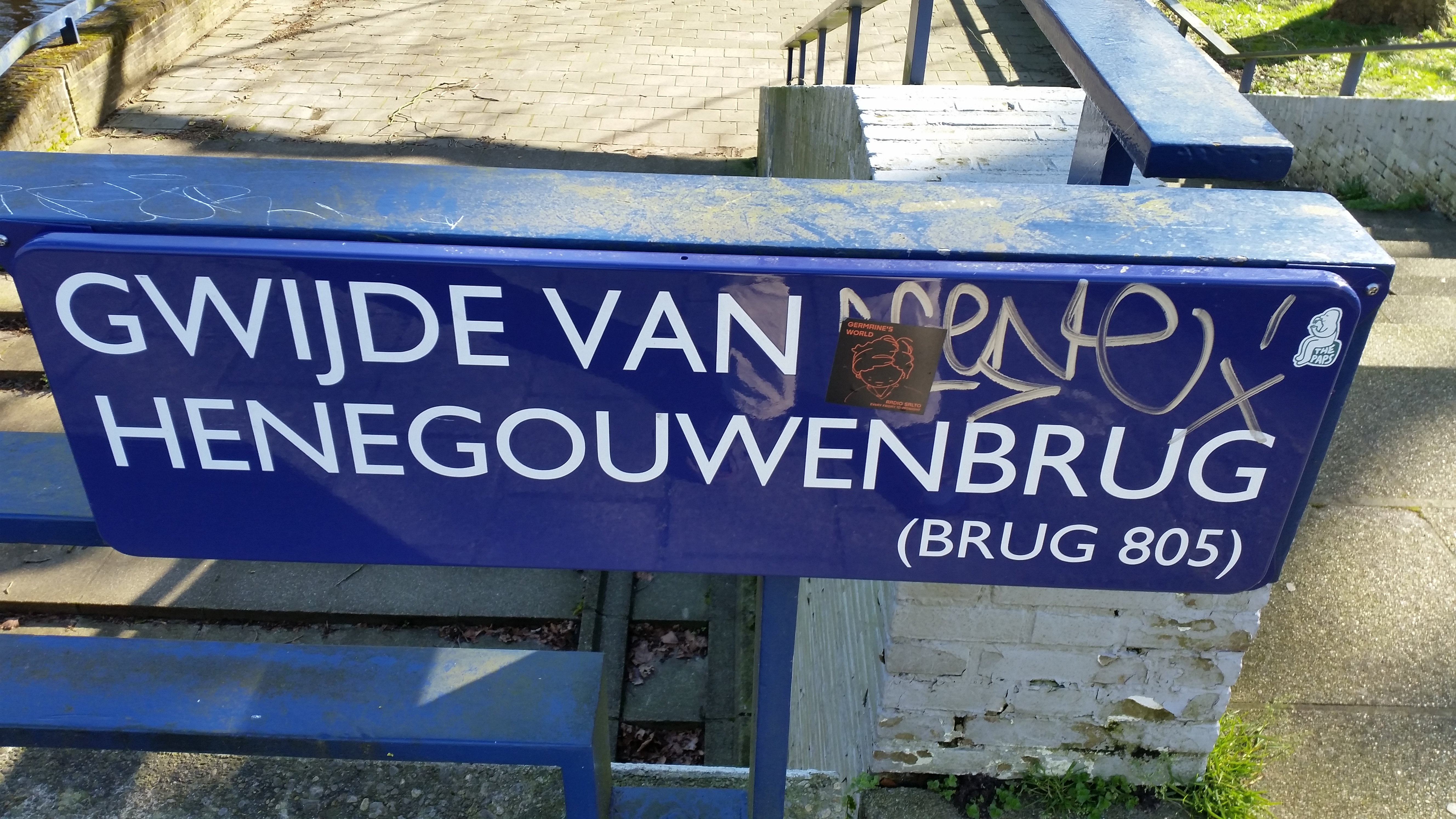
Naambord (maart 2020)
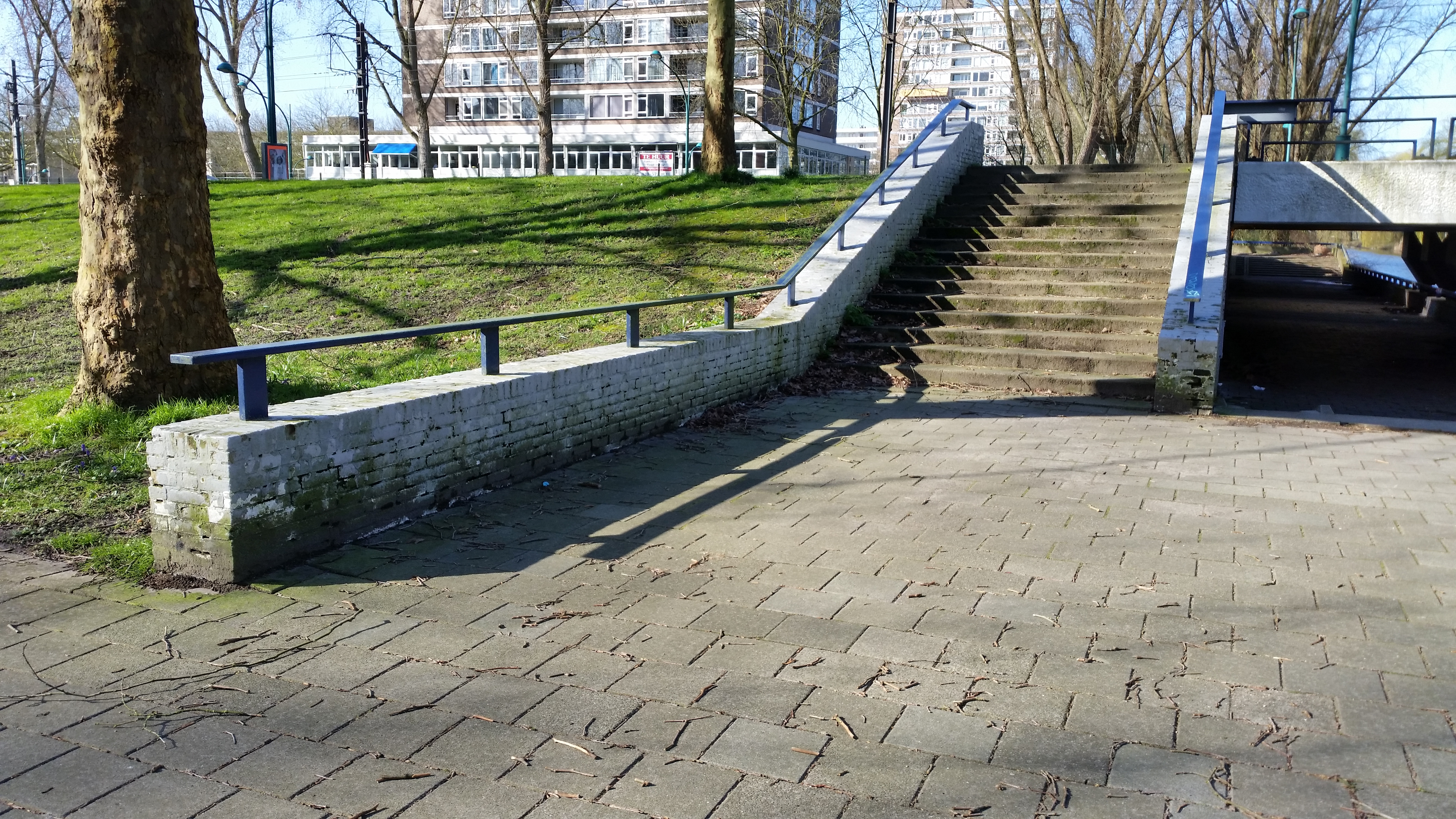
Een van de trappen (maart 2020

<<< · 801 · 802 · 803 · 804 · 805 · 808 · 811 · 812 · 813 · 814 · 815 · 816 · 817 · 818 · 819 · 820 · 821 · 822 · 823 · 824 · 825 · 826 · 827 · 828 · 829 · 830 · 831 · 832 · 833 · 834 · 835 · 836 · 837 · 838 · 839 · 840 · 841 · 842 · 844 · 845 · 846 · 848 · 849 · 850 ·  854 · 856 · 857 · 858 · 859 · 860 · 863 · 864 · 865 · 866 · 867 · 868 · 869 · 870 · 871 · 872 · 873 · 875 · 876 · 877 · 889 · 890 · 891 · 892 · 893 · 895 · 896 · 897 · 898 · 899 · >>>
Brugnummers 800, 806, 807, 809, 810, 843 (gesloopt, Uilenstede, Amstelveen), 847 (Uilenstede, Amstelveen) , 851 (gesloopt, Dirk Sterenberg), 852 (gesloopt, Dirk Sterenberg), 853 (gesloopt, Dirk Sterenberg), 855, 861, 862, 874, 878, 879, 880, 881, 882, 883, 884, 885, 886, 887, 888, 894 zijn niet (meer) vergeven.